# Lijst van spelers van FC Lorient
Deze lijst omvat voetballers die bij de Franse voetbalclub FC Lorient spelen of gespeeld hebben. De spelers zijn alfabetisch gerangschikt.

## A
- Jacques Abardonado
- Rafidine Abdullah
- Samassi Abou
- Vincent Aboubakar
- Fabrice Abriel
- Mohammed Abu
- Malek Aït Alia
- Jérémie Aliadiére
- Ross Aloisi
- Morgan Amalfitano
- Christian Andersen
- Christophe Aubanel
- Fabien Audard
- Johan Audel
- Mathias Autret
- Anis Ayari
- Serge Ayeli
- André Ayew
- Jordan Ayew
- Larry Azouni

## B
- Maxime Baca
- Yannick Baret
- Juan Barrientos
- Rahmane Barry
- Maxime Barthelme
- Christophe Bastien
- Ludovic Batelli
- Pascal Bedrossian
- Mehdi Benatia
- Adil Benzariouh
- Gérard Bernardet
- Ali Bouafia
- David Bouard
- Rafik Bouderbal
- Bernard Bouger
- Yves Bouger
- Kemal Bourhani
- Grégory Bourillon
- Laurent Bourmaud
- Marc Boutruche
- Yohan Bouzin
- Philippe Brinquin
- Gianni Bruno
- Antoine Buron

## C
- Jean Calvé
- Pascal Camadini
- Joel Campbell
- Alain Cantareil
- Lionel Cappone
- Johan Cavalli
- Cédric Chabert
- Florent Chaigneau
- Pierre Chavrondier
- Michaël Ciani
- Nicolas Cloarec
- Francis Coquelin
- Benjamin Corgnet
- Christophe Coué
- Mathieu Coutadeur
- Antoine Cuissard

## D
- Karim Dahou
- Gaël Danic
- Didier Danio
- Mamadou Dansoko
- Jean-Claude Darcheville
- Pascal Delhommeau
- Eric Denizart
- Maxcence Derrien
- Michel Deza
- Abdoulaye Diallo
- Yaya Diané
- Sigamary Diarra
- Claude Dielna
- Pape Malick Diop
- Tristian Do
- René Donoyan
- Cheick Doukouré
- Ladislas Douniama
- Loïc Druon
- Sebastián Dubarbier
- Pierre Ducasse
- Xavier Duduoit
- Eben Dugbatey
- Geordan Dupire
- Slađan Đukić

## E
- Bruno Ecuele
- Innocent Emeghara
- Emerson
- Georges Eo
- Nicolas Esceth-Nzi
- Oscar Ewolo

## F
- Simon Falette
- James Fanchone
- Pascal Feindouno
- Christophe Ferron
- Koffi Fiawoo
- Fabrice Fiorése
- Yannick Fischer
- Nicolas Flégeau
- Jean-Claude Fuentes

## G
- Kevin Gameiro
- Anthony Garcia
- Lamine Gassama
- Guillaume Gauclin
- Antony Gauvin
- Benjamin Genton
- André-Pierre Gignac
- Ludovic Giuly
- Bernard Goueffic
- Christian Gourcuff
- Yoann Gourcuff
- Jocelyn Gourvennec
- Tchiressoua Guel
- Raphaël Guerreiro
- Roland Guillas

## H
- Steve Haguy
- Sébastien Hamel
- Yohan Hautcoeur
- Nicolas Hislen
- Angelo Hugues

## J
- Andrew Jacobson
- Christophe Jallet
- Bozidar Jankovic
- Jérémie Janot
- Alban Joinel
- Yann Jouffre

## K
- Seydou Keita
- Gilles Kerhuiel
- Lynel Kitambala
- Bakari Koné
- Lamine Koné
- Laurent Koscielny
- Antonin Koutouan
- Eli Kroupi

## L
- Kamel Larbi
- Wesley Lautoa
- Pierre Lavenant
- Pierrick Le Bert
- Fabien Le Dillaut
- Stéphane Le Garrec
- Christophe Le Grix
- Arnaud Le Lan
- Sébastien Le Paih
- Ulrich Le Pen
- Christophe Le Roux
- Jeremy Le Sourne
- Sébastien Le Toux
- Benjamin Lecomte
- Sang-Yoon Lee
- Mario Lemina
- Mbaye Leye
- Patrice Loko

## M
- David M'Bodji
- Sylvain Mace
- Khennane Mahi
- Bernard Mahmoud
- Robert Malm
- Yazid Mansouri
- Sylvain Marchal
- Lucas Mareque
- Nicolas Marin
- Steve Marlet
- Richard Martini
- Joris Marveaux
- Jean-Jacques Marx
- Ryan Mason
- Devis Mboka
- Hernan Medina
- Carl Medjani
- Namaie Mendy
- Denis Mérigot
- Djamel Mesbah
- Illan Meslier
- Terem Moffi
- Kévin Monnet-Paquet
- Jean-Louis Montero
- Olivier Monterrubio
- Jérémy Morel
- Guillaume Moullec
- Rémi Mulumba
- Neil Murray
- Arnold Mvuemba

## N
- Ousmane N'Doye
- Stéphane N'Guéma
- Hamed Namouchi
- Ronan Nédelec
- Frédéric Nimani
- Guillaume Norbert

## O
- Gabriel Obertan
- Laurent Obry
- Djima Oyawole

## P
- Tommi-Björn Paavola
- Pedrinho
- Stéphane Pedron
- Bryan Pelé
- Gabriel Peñalba
- Jacques Pérais
- Frédéric Petereyns
- Julian Pinard
- Lionel Prat

## Q
- Julien Quercia

## R
- Therry Racon
- Rafael Moura
- Enzo Reale
- David Recorbet
- Virgile Reset
- Baptiste Reynet
- Rémy Riou
- Sylvain Ripoll
- Bertrand Robert
- Fabien Robert
- Robson
- Alaixys Romao
- Sébastien Roth

## S
- Moussa Saïb
- Rafik Saïfi
- Jonas Sakuwaha
- Romain Salin
- Nello Sbaiz
- Anthony Scaramozzino
- Philippe Schuth
- Mickael Serreau
- Félicien Singbo
- Ricardo Sophie
- Bakary Soro
- Franco Sosa
- Ousmane Soumah
- Gilles Sunu
- Aboubacar Sylla

## T
- Nabil Taïder
- Farid Talhaoui
- Adama Touré
- Cheick Touré
- Alain Traoré
- Ousmane Traore
- Ismael Triki
- Jean Marc Trinita

## U
- Bülent Üçüncü

## V
- Marama Vahirua
- Georges Van Straelen
- Ludovic Viltard

## W
- Yoann Wachter
- Cyril Watier

## Y
- Diego Yesso

## Z
- Karim Ziani